# Цефалот
Цефалот (лат. Cephalotus) — монотипный род травянистых насекомоядных растений, единственный род семейства Цефалотовые (Cephalotaceae). Единственный вид рода — Цефалот мешочковый (Cephalotus follicularis), произрастающий в Западной Австралии.

## Описание

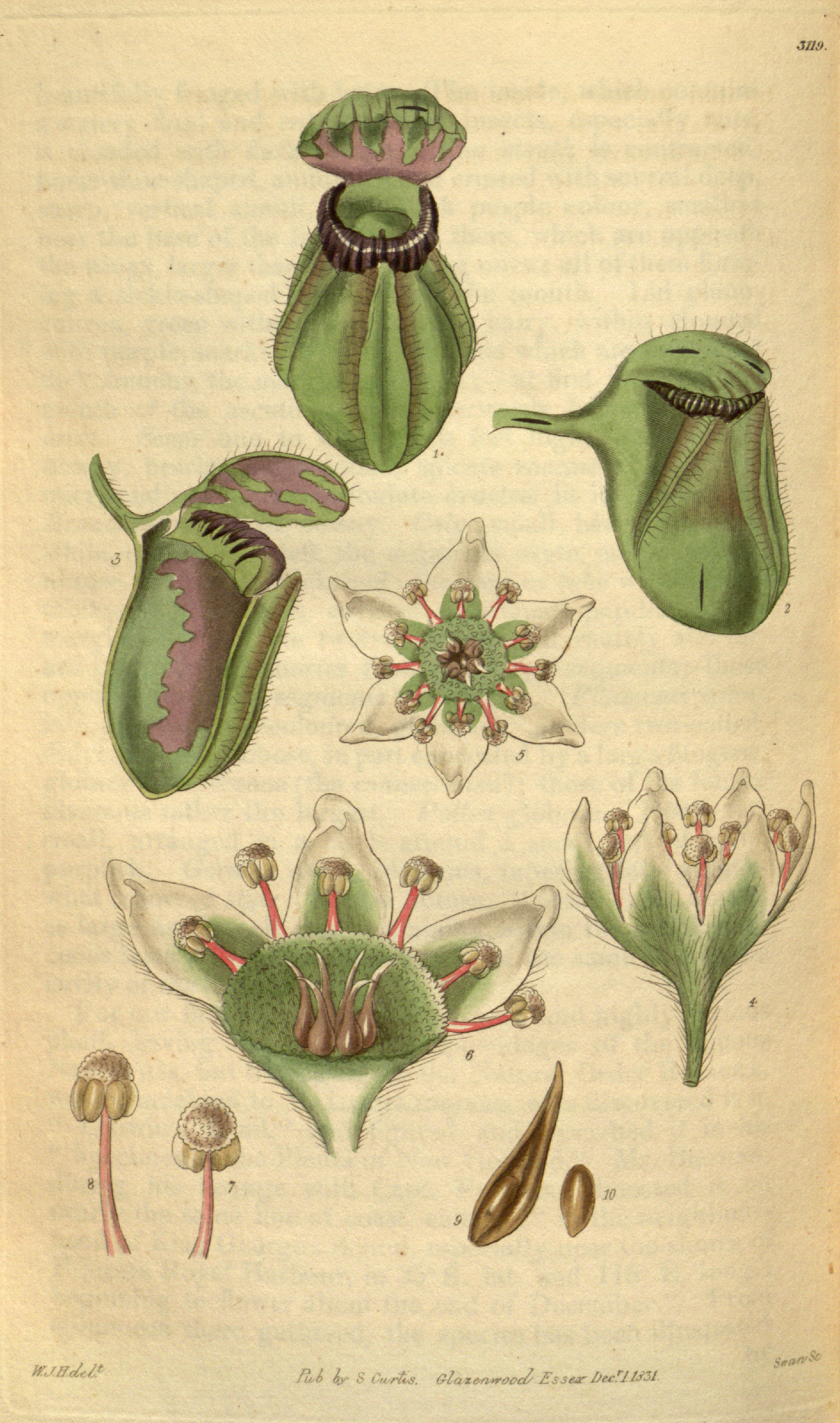
Цефалот мешочковый, Ботаническая иллюстрация Ф. Бауэра из Curtis’s Botanical Magazine

Цефалот мешочковый — небольшое травянистое растение с подземным корневищем. Является насекомоядным растением, питается насекомыми, попадающими в её ловушку, напоминающую по форме кувшинчик.
Листья — двух видов. Плоские развиваются осенью, кувшинчатые — весной и достигают зрелости летом, в период большого количества насекомых. Кувшинчатые листья представляют собой яйцевидный кувшинчик, достигающий в высоту 0,5—3 см, закрытый крышечкой в молодом состоянии.
Цветки — мелкие, беловатые, обоеполые, образуются на длинном цветоносе, собраны в соцветия из 3—8 цветков.
Плод — многолистовка.